# Nils Dacke (traghetto)
Il Nils Dacke è un traghetto appartenente alla compagnia di navigazione tedesca TT-Line.

## Servizio
Varato il 21 dicembre 1994 nel cantiere navale Finnyards Ltd di Rauma con il nome di Robin Hood e consegnato il 2 ottobre 1995, prende servizio il 9 ottobre nei collegamenti tra Trelleborg e Travemünde.

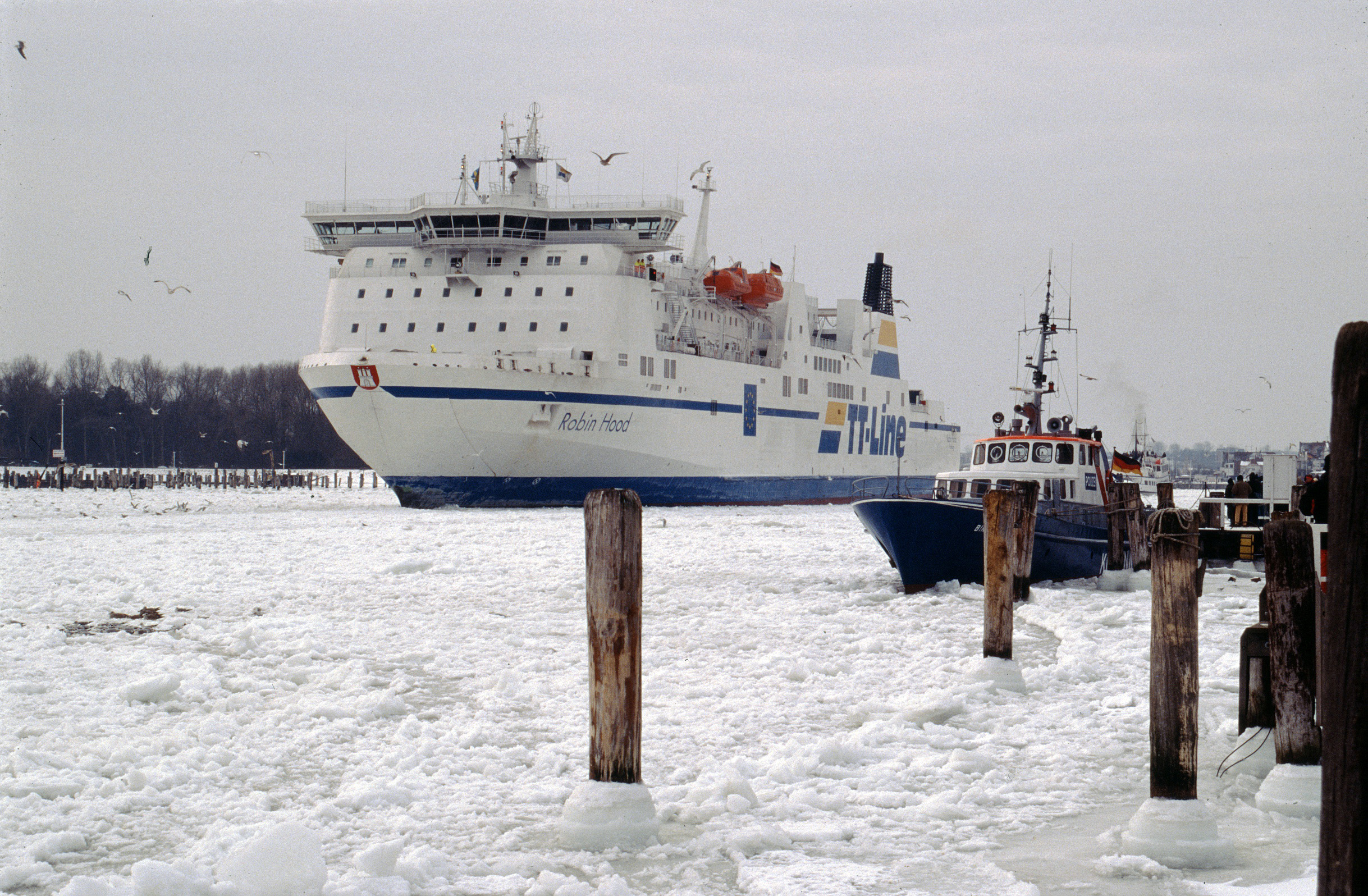
Il Robin Hood in arrivo a Travemünde nel 1996.

Dal 22 al 29 agosto e dal 29 al 30 ottobre 2005 opera nei collegamenti tra Trelleborg e Rostock. Successivamente, torna in entrambe le occasioni in servizio sulla Trelleborg-Travemünde.
Dal 4 al 26 febbraio 2006 viene sottoposto a lavori di rimotorizzazione presso i cantieri navali Aker Finnyard di Helsinki.
Il 15 dicembre 2014 viene ribattezzato Nils Dacke e trasferito nei collegamenti tra Trelleborg, Swinoujscie, Rostock e Travemünde.
Il 21 dicembre 2023 entra in collisione con il compagno di flotta Peter Pan a Trelleborg. Tuttavia, nessuno dei due traghetti implicati nell'incidente riporta danni di rilievo.
Nel giugno del 2025 viene trasferito nei collegamenti tra Klaipėda e Karlshamn in sostituzione del Marco Polo.

## Navi gemelle
- Robin Hood (ex Nils Dacke)